# Андонова, Людмила
Людмила Грудева Андонова (урождённая Жечева; род. 6 мая 1960, Новочеркасск, СССР) — болгарская легкоатлетка, специализировавшаяся в прыжках в высоту. Экс-рекордсменка мира (2,07 м, 20 июля 1984 года, Западный Берлин).
Тренировалась у Христо Цонова.
Завоевала серебряную медаль на Универсиаде 1981 года в Бухаресте вслед за итальянкой Сарой Симеони. В 1982 году заняла шестое место на чемпионате Европы в Афинах. Двукратная чемпионка Балканских игр (1981, 1984). Семикратная чемпионка Болгарии (1981, 1982, 1984, 1992 — на стадионе, 1979, 1982, 1992 — в зале).
Была фаворитом в прыжках в высоту перед Олимпийскими играми 1984 года в Лос-Анджелесе, однако из-за бойкота, организованного социалистическими странами, на олимпиаде не выступала. Победила на играх «Дружба-84», организованных как альтернатива Олимпийским играм, с результатом 1,96 м. Спортсмен года в Болгарии (1984).
19 июля 1985 года во время легкоатлетических соревнований в Лондоне приняла лекарственный препарат, содержащий амфетамин, была дисквалифицирована, лишена звания заслуженного мастера спорта. Последнее предупреждение о возможном лишении тренерских прав было сделано и её личному тренеру Христо Цонову.
На Олимпийских играх 1988 года в Сеуле заняла пятое место с результатом 1,93 м. На Олимпийских играх 1992 года в Барселоне показала в квалификационных соревнованиях 1,88 м и не прошла в финал.
Замужем за болгарским десятиборцем 
Атанасом Андоновым. В настоящее время проживает в США.
Имеет двоих дочерей — Викторию (1987 г.р.) и Ирину. Виктория — рекордсменка Университета Майами в прыжках в высоту (1,83 м), продолжала прогрессировать.